# کریستیان سوروم
کریستیان سوروم (انگلیسی: Christian Sørum؛ زادهٔ ۳ دسامبر ۱۹۹۵) بازیکن والیبال ساحلی اهل نروژ است.